# Escuela Evangélica Alemana
La Escuela Evangélica Alemana  de Buenos Aires fue una escuela fundada por alemanes protestantes en 1843 . Fundada por la Congregación Evangélica Alemana de Buenos Aires, fue la primera escuela alemana en Argentina y una de las primeras en Latinoamérica. En 1903 pasó a llamarse Escuela  Germania o Germania Schule. Desapareció en 1945. 

## Fundación
La Congregación Evangélica Alemana o Iglesia Evangélica alemana del Río de la Plata   se constituyó en 1843. La misma estaba conformada por luteranos y reformados. El pastor August Ludwig Siegel fue enviado por la Sociedad Evangélica de la ciudad alemana de Bremen a la ciudad de Buenos Aires. El gobernador Juan Manuel de Rosas autorizó al pastor  Siegel el 18 de octubre de 1843 a  celebrar ejercicios religiosos. Al mismo tiempo nació la primera escuela alemana del país: la Escuela Evangélica Alemana (Asciutto, 2022).
El artículo del diario de origen alemán Argentinisches Tageblatt del 29 de abril de 1998,  mencionaba que la escuela de la iglesia evangélica alemana fue la primera escuela germana en Buenos Aires. Había iniciado sus actividades el 7 de noviembre de 1843, cuando Juan Manuel de  Rosas gobernaba la provincia de Buenos Aires y era el encargado del manejo de las relaciones exteriores de la Confederación Argentina. Las clases comenzaron  con apenas 7 alumnos , que pronto pasaron a ser 27  en el año de  1845 ( Asciutto, 2022).

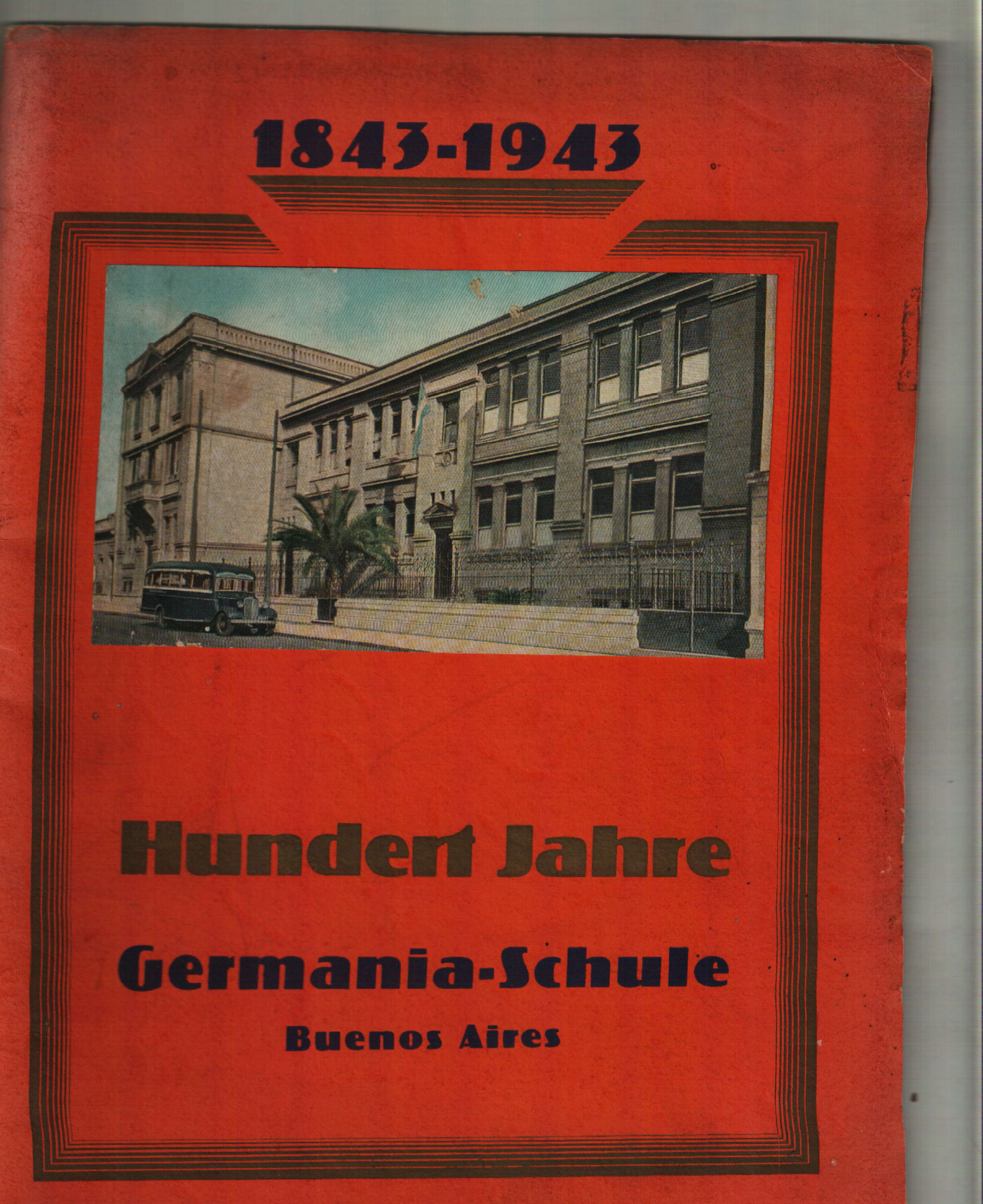
Publicación "1843-1943.Cien años de la Germania Schule".

Cabe mencionar que anteriormente al año de 1843 hubo intentos de crear una escuela alemana en Buenos Aires que infelizmente no prosperaron. Según la publicación “Hundert Jarhe Germania Schule” ( 100 años de la Escuela Germania), del año 1943, un comerciante alemán de apellido Deetjen fundó una primera escuela en 1840 llamada dominical. Una segunda escuela alemana se fundó al año siguiente en 1841 por parte de Roberto Hempel.  Estas dos escuelas fracasaron y cerraron. Hempel luego intentó crear una escuela en la localidad de Goya en la provincia de Corrientes.
Siegel, era  el  pastor al frente de la congregación religiosa y  estaba al frente de la escuela, en un informe enviado a Berlín en 1844 evaluaba que en su comunidad religiosa había unas 600 almas. La misma se conformaba de 10 o 12 familias de comerciantes y un gran número de artesanos y agricultores.
Desde la óptica de los inmigrantes extranjeros cristianos no católicos  en Buenos Aires, el problema era doble. No había  suficientes escuelas públicas y además la enseñanza religiosa católica chocaba con las creencias de los alumnos cristianos  no católicos, luteranos o evangelistas, que era el caso de muchos alemanes , ingleses y estadounidenses, entre otras naciones no católicas que vivían en la ciudad (Asciutto, 2022).  
La Escuela Evangélica Alemana recibía solo alumnos alemanes y la enseñanza se realizaba en idioma alemán. El pastor Siegel tuvo que  enfrentar la resistencia de  la Iglesia Católica local ante la apertura de una escuela religiosa no católica. La escuela funcionaba inicialmente  en la calle Universidad al 172 (hoy calle Bolívar). Estaba ubicada en la vivienda del pastor Siegel. Al poco tiempo la única aula quedó chica y al año siguiente de 1844 la pequeña escuela pasó a funcionar en la calle  Restaurador Rosas 91 (hoy Perú) para luego pasar a la calle Esmeralda. En 1844 Rosas cerró temporariamente las escuelas extranjeras con el objeto de controlar sus credenciales y luego de los trámites necesarios la Escuela Evangélica Alemana reabrió  sus puertas en junio de 1845. El año de 1845 fue un conflictivo momento en el cual Rosas confrontó con dos potencias extranjeras: los ingleses y los franceses, quienes bloquearon del puerto de Buenos Aires y penetraron con sus fuerzas navales en el río Paraná, donde a la altura de San Pedro  se produjo el combate de la Vuelta de Obligado, el 20 de noviembre de ese mismo año.

## El maestro Germán Frers
Tiempo después se incorporó a la escuela el maestro Johan Gotthilf  Hermann Frers como maestro auxiliar (Sarramone, 2011, Lütge y otros, 2017). Frers era profesor de matemáticas, música, alemán e inglés. Trabajó en la Escuela Evangélica Alemana durante 8 años. Se entiende que la prohibición de incorporar alumnos argentinos o locales se debía al catolicismo de Rosas que si bien respetaba la libertad de culto, vigente desde 1825, en este caso de los evangelistas alemanes, no quería incentivar  la difusión  de las iglesias protestantes o no católicas.
La prohibición inicial de incorporar alumnos argentinos desapareció con la caída de Rosas en 1851 luego de la batalla de Caseros y la Escuela Evangélica Alemana creció. Se incorporaron alumnos de las más prominentes familias argentinas. Los alumnos no protestantes podían ser aceptados a pedido de sus padres y eran eximidos de las clases de religión. Tanto la iglesia evangélica como la escuela evangélica funcionaron en la actual calle Esmeralda. La demanda de alumnos argentinos creció tanto que la comisión directiva acordó introducir medidas que limitaran su número a un cupo de 20 niños no alemanes (Asciutto, 2022). 
En 1853 la escuela había crecido y el alumnado  ya sumaba más de 80 niños. El pastor Siegel en 1853 regresó a su patria. Se incorporaron nuevos maestros provenientes de Alemania. Entre ellos estaban  Carlos Ernesto Keil y Juan Federico Schröder. Estos docentes cobraban un sueldo, algo que no siempre sucedía en esa época. Keil falleció en la epidemia de fiebre amarilla de 1871.La escuela pasó a ser un instituto y el pastor luterano ocupó el cargo de inspector y rector.

## Roberto Wernicke
El maestro Roberto Wernicke (1826-1881) fue  el sucesor de Frers y dirigió la Escuela Evangélica Alemana desde 1853. Roberto Wernicke fue autorizado a admitir en la escuela a alumnos argentinos a los efectos de lograr más recursos y fomentar la integración entre alemanes y argentinos. El resultado fue excelente pero la matrícula de alumnos criollos creció tanto  que se  estableció un cupo.  Wernicke renunció en 1854 y abrió una escuela particular, el Colegio Central de Buenos Aires, que estaba situado en la calle Perú 121.  El motivo de su renuncia fue la existencia de diferencias entre él y la autoridad religiosa de la Escuela Evangélica Alemana. Varios alumnos lo siguieron y eso debilitó a la Escuela Evangélica Alemana. Roberto Wernicke fue reemplazado por los maestros Carl Ernst Keil y Johann Friedrich Schröder. A causa de la crisis de 1862  generada por la fiebre amarilla durante la presidencia de Domingo Faustino Sarmiento, la escuela perdió 46 alumnos de un total de 130. Luego se recuperó y en 1884 había 170 alumnos (Lütge y otros, 2017). Si bien se fundaron otras escuelas alemanas durante las siguientes décadas, estas desaparecieron al poco tiempo y la Escuela Evangélica Alemana siguió siendo  la única escuela alemana de la ciudad de Buenos Aires.
La publicación titulada “1843-1943 Hundert Jarhe Germania Schule Buenos Aires”, refiere la aparición de tendencias laicas en la Escuela Evangélica Alemana. A muchos progenitores les molestaba  la dirección religiosa de la escuela alemana que dejaba una impronta en los programas de las materias. Se conformó entonces una oposición interna al sector “religioso” que conducía la Escuela Evangélica Alemana. Se produjo una primera secesión en  la escuela, la cual quedaría reducida a 84 alumnos en 1864. En 1865 abrió una nueva escuela alemana religiosa pero católica que funcionó en la calle Libertad. Estas dos nuevas escuelas alemanas no prosperaron y desaparecieron luego de la epidemia de fiebre amarilla del año 1871 (Asciutto, 2022).
El conflicto interno entre “religiosos” y “laicos” continuó. En la asamblea  general ordinaria  del 19 de enero  de 1898 de la asociación que controlaba la escuela  se decidió a eliminar la dirección religiosa de la misma pero no obstante se determinaba que la educación debía continuar bajo “bases evangélicas”. Es decir que no se lograba romper del todo con una visión religiosa de la educación. La publicación “1843-1943 Hundert Jarhe Germania Schule Buenos Aires” dejó registrado el malestar existente y sus consecuencias: “Pero el partido reformista, que luchaba por una escuela de tendencia laica, más en armonía con las realidades existentes dentro de la colectividad germana, no cejaba en sus empeños. El resultado de esta pugna fue un rompimiento: los descontentos se separaron de la asociación evangélica y fundaron, el 19 de agosto de 1898, un nuevo colegio alemán en la calle Cangallo”. El señor Max Hopff acaudilló a los descontentos del “partido reformista”, quienes exigían cambios en la Escuela Evangélica Alemana en el sentido de terminar con una mirada religiosa y fundó la Escuela Cangallo o Cangallo Schule. 

## Cambio de nombre y fusión con la  Escuela Belgrano

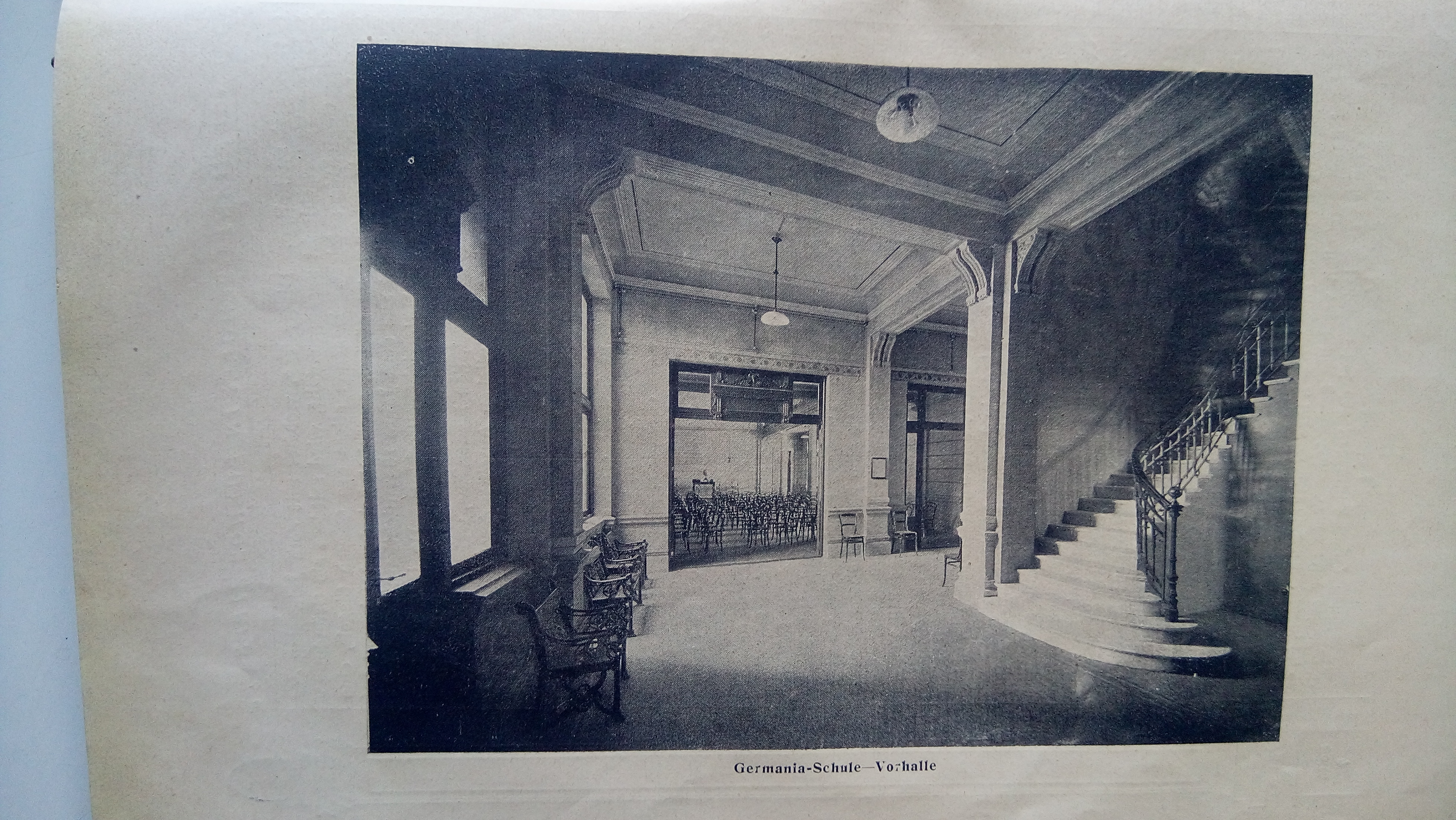
Foto de la Escuela Germania (Germania Schule). Buenos Aires.

La  pionera Escuela Evangélica Alemana se convertiría a partir del año de 1903 en la Germania Schule. La  Germania Schule de la  calle Ecuador del barrio de Once se había convertido en una escuela incorporada en 1925 que permitía a los alumnos cursar los años superiores. En 1927 la Comisión Directiva de la Belgrano Schule se hace cargo de la Germania Schule  , donde los alumnos de la Escuela Belgrano  podían terminar  su bachillerato. Los dos colegios pasaron a tener una sola administración y un director general, el Dr. Keiper . Esta fusión duró hasta 1931, año en el cual la Germania Schule junto con la Cangallo Schule forman el Colegio Alemán Incorporado Burmeister (Hoss de le Comte, 1997).  

## Desaparición
La Germania Schule o Escuela Germania  funcionó durante 40 años en la calle Ecuador al 1162, en el barrio de Once, hasta su desaparición en 1945,cuando fue confiscada por el gobierno argentino luego de la declaración de guerra a Alemania.  Hoy en día en ese edificio funciona  el colegio número 6 Manuel Belgrano.